# A View to a Kill

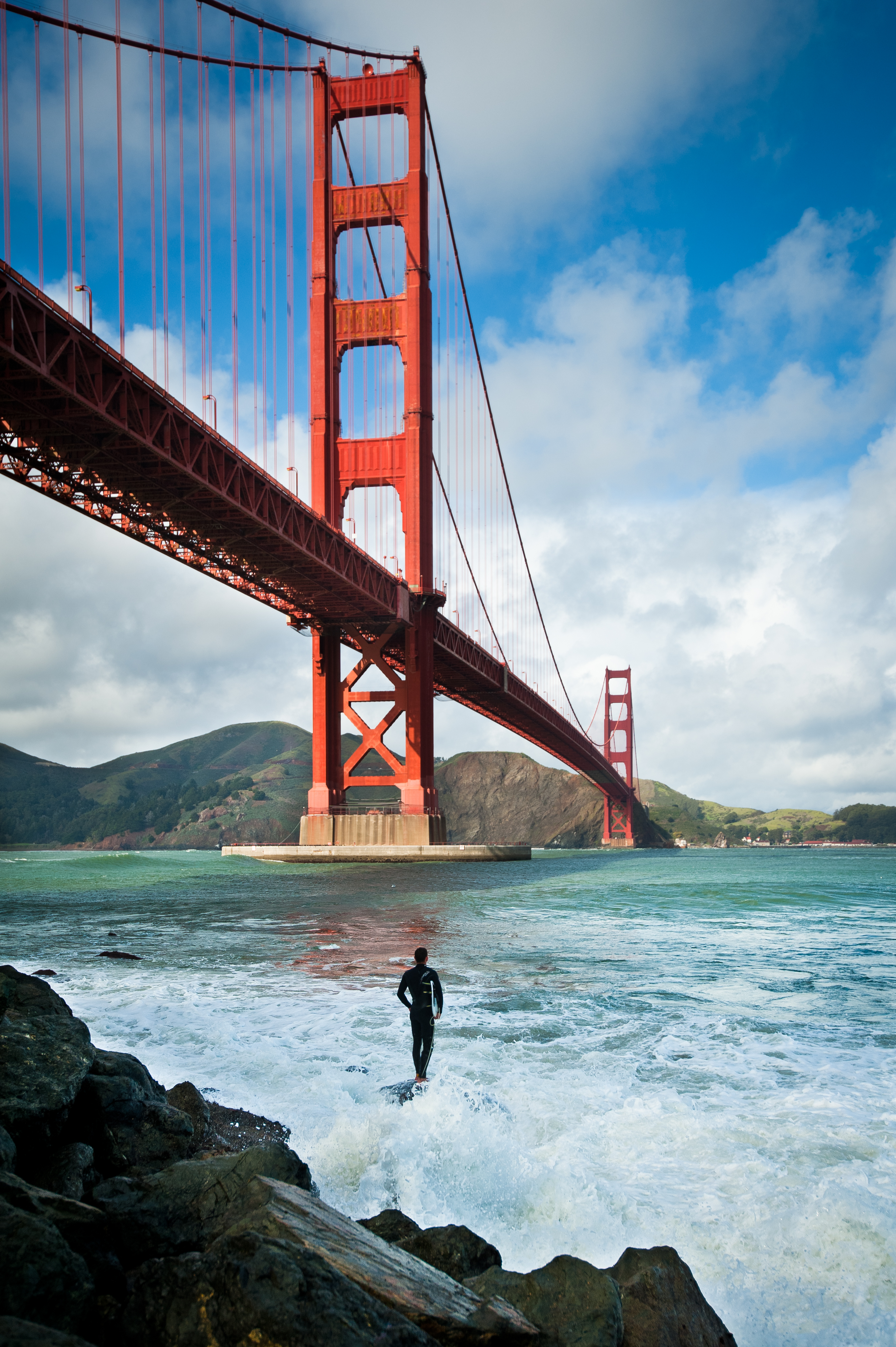
El clímax de la película tiene lugar en el Golden Gate Bridge de San Francisco

A View to a Kill (titulada Panorama para matar en España y En la mira de los asesinos o Una vista para matar en Hispanoamérica) es la decimocuarta película de James Bond y la última en la que Roger Moore interpreta al agente 007. Aunque el título es una adaptación del cuento de Ian Fleming From a View to a Kill, la película es la cuarta película Bond después de La espía que me amó, Moonraker y Octopussy en tener un guion completamente original. En A View to a Kill Bond se enfrenta a Max Zorin, un empresario que planea destruir el Silicon Valley de California.
La película fue producida por Albert R. Broccoli y Michael G. Wilson, quien también escribió el guion con Richard Maibaum. Fue la tercera película Bond dirigida por John Glen y la última en la que apareció Lois Maxwell como Miss Moneypenny.

## Argumento
Una compañía privada que trabaja para el Gobierno británico acaba de desarrollar un microchip resistente al pulso electromagnético. En la secuencia precréditos el agente 003 del MI6, portador de uno de estos microchips, es encontrado muerto en la URSS siberiana, donde agentes rusos le buscan. James Bond (Roger Moore) es destinado a la zona y logra recuperar el microchip antes que ellos.
Sir Frederick Gray, Ministro de Defensa (Geoffrey Keen), sospecha que la KGB puede tener un espía en la compañía que desarrolla los chips, y M (Robert Brown) informa de que la compañía fue adquirida recientemente por una multinacional anglofrancesa, industrias Zorin. Dado que la seguridad de la fábrica ya había sido investigada, el primer ministro y M deciden enviar a Bond a investigar al propio Zorin, el misterioso empresario de alta tecnología propietario de las industrias Zorin, y de quien también se sospecha que usa drogas en sus caballos de carreras.
Bond, acompañado por sir Godfrey Tibbet (Patrick Macnee), un entrenador de caballos y agente británico, acude a ver a un detective francés llamado Achille Aubergine (Jean Rougerie) en el restaurante de la torre Eiffel, quien les revela que Zorin no tenía registros previos a su llegada de Alemania, ni había pruebas sobre las supuestas drogas en sus caballos. May Day (Grace Jones), amante y secuaz de Zorin, asesina al detective. Haciéndose pasar por un rico aristócrata, Bond va a una finca de Zorin en las afueras de París y se dedica a investigar los caballos, mientras que Tibbet investiga los establos. Más tarde Tibbet comenta a Bond que el hombre que llevaba a Pegasus, uno de los caballos de Zorin, había desaparecido junto con el equino. Esa noche, Bond y Tibbet (haciéndose pasar por chófer) van a un sótano secreto donde ven que Zorin usa microchips con inyección de adrenalina para evitar la fatiga de sus caballos, haciendo así que puedan ganar. Descubren también un almacén secreto de microchips después de luchar contra dos sicarios de Zorin, quienes los delatan. Tibbet logra volver a su habitación, y Bond, para evitar ser descubierto, va a la habitación de May Day, donde se acuesta con ella. Al ver desordenado su laboratorio Zorin cita a la mañana siguiente a Bond para acordar una carrera en la que le ofrece como premio uno de sus mejores caballos. El villano, que ya ha descubierto que Bond es un agente británico, emplea el microchip del caballo de Bond para hacerle enloquecer, y 007 se sale de las pistas, perseguido por los hombres de Zorin. Llegan al coche de Tíbet, donde encuentran que May Day ha asesinado a este. Dejan a Bond inconsciente y le meten en el coche de su compañero, hasta que May Day tira el coche en un lago, pero James logra escapar.
Después de haber creído asesinar a Bond, Zorin se reúne con el general Gogol (Walter Gotell) (jefe de la KGB rusa), quien le pide que le dé un informe de su misión. Zorin se niega, alegando que se considera fuera de la KGB, y Gogol lo amenaza diciendo que nadie abandona al servicio. Zorin pronto se reúne con sus nuevos socios para comentarles su plan llamado "Main Stryke". Este consiste en destruir Silicon Valley, principal competidor en la producción de chips (80% del mercado mundial). Sus socios podrían entonces establecer un monopolio de creación y distribución, empleando información comercial privilegiada del propio Zorin, pero para ello este les exige 100 millones de dólares y un contrato de comercio con él, a cambio del proyecto para eliminar Silicon Valley. Uno de los inversionistas se niega a participar en el proyecto, y Zorin lo elimina.
Bond llega a San Francisco donde se reúne con el agente de la CIA Chuck Lee (David Yip). Este le explica la historia oculta de Zorin; es el fruto de la experimentación médica nazi para obtener el ser más inteligente del mundo. Tuvo éxito, pero como efecto secundario los niños nacidos eran psicópatas. 007 investiga una central petrolera de Zorin, viendo que también hay agentes de la KGB grabando una conversación de Zorin sobre su plan. James realiza esta operación sumergido y está a punto de ser atrapado por una de las válvulas de la fábrica. Consigue escapar, pero obstruye la válvula y uno de los agentes homónimos de la KGB es atrapado con una bomba para destruir la fábrica con Zorin y sus secuaces, el villano hace que maten al agente en la válvula. Luego Bond seduce a la agente Pola Ivanova (Fiona Fullerton), que logró escapar con la grabación de la conversación y había sido amante de James tiempo atrás, este roba la grabación y oye que en pocos días se efectuará la operación "Main Stryke", pero no sabe qué es. Bond visita el ayuntamiento de San Francisco y le saca información a Howe (Daniel Benzali), funcionario de la ciudad; este le dice que al bombear agua en lugar de petróleo en un viaducto se garantiza que este no tenga fugas y que recibe con los brazos abiertos a empresarios como Zorin. Después Bond conoce a Stacey Sutton (Tanya Roberts), heredera de un magnate petrolero cuya fortuna y herencia, fue comprada fraudulentamente por Zorin y a la que había conocido efímeramente en una fiesta de Zorin. Bond posteriormente la protege de sicarios de Zorin en su casa, quien aún deseaba comprar las acciones de Stacy. 
Al día siguiente un pequeño temblor despierta a Bond, cuyo epicentro Stacy localiza en una falla cercana a una petrolífera de Zorin en California. Con la información conseguida por Bond, Stacy descubre además que Zorin bombea agua a las fallas a través de sus viaductos, lo cual podría provocar un gran terremoto en la falla de San Andrés, con el objetivo de destruir las oficinas, centros de investigación y desarrollo, fábricas de microchips y componentes electrónicos avanzados de Silicon Valley, para dejar de suministrar al mercado de consumo de electrónicos y el ejército, logrando que las acciones de su empresa de microchips y componentes electrónicos, tenga más ventaja en el mercado y se convierta en el líder mundial, en el suministro de microchips y componentes electrónicos, al mercado de consumo de electrónicos y el ejército.
Stacy, en un intento por frenar los planes de Zorin, es despedida por Howe. Esa misma noche se ven con Chuck Lee, quien garantiza traer refuerzos. Bond y Stacy vuelven al ayuntamiento, donde logran coger un mapa con una mina de plata perteneciente a Zorin, pero este y May Day llegan y asesinan a Howe e incendian el lugar, dejando al agente y a la chica encerrados en el ascensor; con dificultad Bond y Stacy logran escapar. Luego de haber sido acusado de asesinato (del funcionario de energía del ayuntamiento Howe y de Chuck Lee) cuando ella y Bond cogían el mapa de la mina, los dos van allá haciéndose pasar por obreros escapando de la policía. 
Pronto 007 descubrirá que el plan secreto de Zorin es explotar una bomba en la falla de San Andrés, para provocar un terremoto doble que hunda y destruya totalmente Silicon Valley, y así hacer desaparecer todas las empresas productoras de microchips que son su competencia. Con un gran esfuerzo Stacey logra escapar antes de la explosión que provoca Zorin matando a dos secuaces suyos y a los obreros que trabajaban en el proyecto (no sin antes que el villano los descubriese). May Day, traicionada por su propio amante y jefe, une fuerzas con James para frustrar su plan pero pierde su vida.
Zorin secuestra a Stacy para escapar en su dirigible transportado en un camión y James se cuelga de una soga atada al dirigible en que viajan. Tras una dura pelea en la cima del puente Golden Gate, Zorin cae del puente e impacta en el mar, y el dirigible explota a consecuencia de un cartucho de dinamita que un secuaz de Zorin amenazaba con arrojar a Bond. Ellos escapan del dirigible y desaparecen de las autoridades policiales, mientras en el MI6, el General Gogol manda como condecoración a Bond la Orden de Lenin por haber detenido a Zorin, siendo el primer ciudadano no soviético en recibir tal condecoración, M ordena a Q buscar a Bond y usando su sistema de vigilancia SNOOPER encuentra a 007 bañándose con Stacy mientras pasan un momento romántico.

## Reparto
| Actor              | Personaje               | Notas |
| ------------------ | ----------------------- | --- |
| Roger Moore        | James Bond              | Agente secreto del MI6. |
| Christopher Walken | Max Zorin               | Empresario del negocio de los microchips que planea destruir Silicon Valley mediante un terremoto para monopolizar el mercado.                    |
| Tanya Roberts      | Stacey Sutton           | Nieta de un empresario petrolífero al que Zorin le quitó el negocio. Posteriormente se hace geóloga y ayuda a Bond a luchar contra el terremoto.  |
| Grace Jones        | May Day                 | Amante y principal secuaz de Zorin. También posee fuerza sobrehumana.                                                                             |
| Patrick Macnee     | Sir Godfrey Tibbett     | Aliado de Bond que le ayuda a acceder a la villa de Zorin.                                                                                        |
| Patrick Bauchau    | Scarpine                | Asociado leal de Zorin. |
| David Yip          | Chuck Lee               | Agente de la CIA que asiste a Bond y Sutton. |
| Willoughby Gray    | Dr. Carl Mortner        | Excientífico nazi que diseña los microchips de Zorin para transportar estupefacientes (en la versión alemana, es un comunista polaco).            |
| Fiona Fullerton    | Pola Ivanova            | Agente de la KGB enviada por Gogol para espiar a Zorin.                                                                                           |
| Alison Doody       | Jenny Flex              | Una de asistentes de May Day que a menudo es vista con Pan Ho.                                                                                    |
| Robert Brown       | M                       | Jefe del MI6. |
| Desmond Llewelyn   | Q                       | Oficial del MI6 encargado del departamento de investigación y desarrollo. Provee a Bond con un vehículo único y gadgets para luchar contra Zorin. |
| Lois Maxwell       | Miss Moneypenny         | Secretaria de M, en la aparición final de Maxwell en el papel.                                                                                    |
| Geoffrey Keen      | Sir Fredrick Gray       | Ministro de Defensa británico. |
| Walter Gotell      | el General Anatol Gogol | Jefe de la KGB. |
| Papillon Soo Soo   | Pan Ho                  | Una de asistentes de May Day que a menudo es vista con Jenny Flex.                                                                                |
| Daniel Benzali     | W. G. Howe              | Un funcionario de la ciudad que trabaja en el Ayuntamiento de San Francisco.                                                                      |
| Dolph Lundgren     | Venz                    | Uno de los guardaespaldas del General Gogol. |

## Estrenos mundiales
| País                                                                          | Fecha de estreno                   |
| ----------------------------------------------------------------------------- | ---------------------------------- |
| Alemania                                                                      | Jueves 8 de agosto de 1985         |
| Argentina                                                                     | Jueves 11 de julio de 1985         |
| Australia                                                                     | Jueves 21 de noviembre de 1985     |
| Austria                                                                       | Viernes 9 de agosto de 1985        |
| Bélgica                                                                       | Miércoles 11 de septiembre de 1985 |
| Belice · Costa Rica · El Salvador · Guatemala · Honduras · Nicaragua · Panamá | Miércoles 24 de julio de 1985      |
| Brasil                                                                        | Jueves 27 de junio de 1985         |
| Chile                                                                         | Viernes 23 de agosto de 1985       |
| Colombia                                                                      | Miércoles 31 de julio de 1985      |
| Dinamarca                                                                     | Viernes 9 de agosto de 1985        |
| Ecuador                                                                       | Miércoles 14 de agosto de 1985     |
| Egipto                                                                        | Lunes 27 de enero de 1986          |
| España                                                                        | Lunes 5 de agosto de 1985          |
| Estados Unidos · Canadá                                                       | Viernes 24 de mayo de 1985         |
| Filipinas                                                                     | Miércoles 26 de junio de 1985      |
| Finlandia                                                                     | Viernes 9 de agosto de 1985        |
| Francia                                                                       | Miércoles 11 de septiembre de 1985 |

| País                 | Fecha de estreno                   |
| -------------------- | ---------------------------------- |
| Grecia               | Jueves 31 de octubre de 1985       |
| Hong Kong            | Jueves 20 de junio de 1985         |
| India                | Viernes 14 de marzo de 1986        |
| Israel               | Viernes 28 de junio de 1985        |
| Italia               | Viernes 13 de septiembre de 1985   |
| Jamaica              | Miércoles 11 de septiembre de 1985 |
| Japón                | Sábado 6 de julio de 1985          |
| Líbano               | Viernes 26 de julio de 1985        |
| Malasia              | Jueves 30 de mayo de 1985          |
| México               | Jueves 31 de octubre de 1985       |
| Noruega              | Jueves 15 de agosto de 1985        |
| Nueva Zelanda        | Viernes 22 de noviembre de 1985    |
| Países Bajos         | Jueves 4 de julio de 1985          |
| Perú                 | Jueves 3 de octubre de 1985        |
| Portugal             | Viernes 27 de septiembre de 1985   |
| Puerto Rico          | Jueves 20 de junio de 1985         |
| Reino Unido Irlanda  | Jueves 13 de junio de 1985         |
| República Dominicana | Jueves 15 de agosto de 1985        |
| Singapur             | Jueves 30 de mayo de 1985          |
| Sudáfrica            | Viernes 21 de junio de 1985        |
| Suecia               | Viernes 12 de julio de 1985        |
| Suiza                | Miércoles 11 de septiembre de 1985 |
| Tailandia            | Sábado 20 de julio de 1985         |
| Taiwán               | Sábado 29 de junio de 1985         |
| Uruguay              | Jueves 12 de septiembre de 1985    |
| Venezuela            | Martes 23 de julio de 1985         |

## Producción
La producción cinematográfica fue la tercera de las cinco que John Glen dirigió para la serie y en la que el ya envejecido Roger Moore hizo su última aparición interpretando el papel de James Bond.

### Canción principal
Siguiendo la tradición de la saga Bond, esta película contó con una canción original interpretada por un nombre relevante de la música pop: fue el grupo británico Duran Duran con la canción "A View to a Kill".
La canción tema de dicha película llegó a ocupar los primeros lugares del Top Ten estadounidense y en Billboard.

## Recepción
Los productiores de este filme dieron a Roger Moore como James Bond un digno adiós con esta película. Fue un éxito comercial al igual, como ya mencionado antes, su canción principal "A View to a Kill", interpretada por Duran Duran. También consiguió una nominación al Globo de Oro a la mejor canción. Sin embargo, a pesar del éxito de taquilla (más de 152.5 millones de dólares a nivel mundial), hubo también críticos que consideran la cinta como una de las peores del agente 007; un factor que tanto se criticó fue ver el desgaste que estaba sufriendo el personaje de Bond encarnado por Roger Moore, quien ya tenía 58 años de edad al momento de estreno del filme. En cuanto a Christopher Walken, él fue elogiado por su interpretación como el villano a vencer en la película.

## Premios

### Golde Globes Awards
| Año  | Categoría                | Nominados                    | Resultado |
| ---- | ------------------------ | ---------------------------- | --------- |
| 1986 | Best Song Motion Picture | John Barry View to a Kill, A | Nominada  |